# La 10 Andalucía
La 10 Andalucía fue la primera cadena de televisión privada de la Comunidad Autónoma de Andalucía (España).
Esta cadena fue creada por el Grupo Vocento para la comunidad andaluza.
En la Ciudad Autónoma de Ceuta emitía los contenidos generalistas a través de Ceuta televisión, siendo el socio local el encargado de realizar la programación local ceuctí.

## Historia
La 10 Andalucía comenzó sus emisiones en pruebas el 22 de marzo de 2010 emitiendo la Semana Santa en Sevilla.
El 12 de abril de 2010 fue presentado el primer programa en directo, Cómo está el patio (Lunes-jueves a las 23,30)
Comenzó sus emisiones regulares el 4 de mayo de 2010 con la inclusión del servicio EPG, aunque las noticias se retrasarán hasta el día 17 de mayo para ajustarse a la fecha de comienzo oficial de la nueva red autonómica de Vocento
Tras el salto de La 10 a nivel nacional el 20 de septiembre de 2010, La 10 Andalucía emitió durante varias semanas la misma programación que La 10, hasta que el 25 de octubre fue sustituida por el canal Metropolitan TV, un canal generalista. Metropolitan TV también sustituyó a La 10 en los canales autonómicos de Vocento de la Comunidad de Madrid (La 10 Madrid) y Comunidad Valenciana (La 10 Comunidad Valenciana). Finalmente, en febrero de 2013 pasó a emitir la señal de Ehs.TV.

## Curiosidades
- Primera retrasmisión en directo (sólo Sevilla): Semana Santa de Sevilla 2010
- Primer programa (sólo sevilla): Semana Santa de Sevilla (programa).
- Primer programa (a nivel autonómico): Cómo esta el Patio, el 12 de abril de 2010 a las 23h30
- Reemplazó a Avista TV, que a su vez reemplazo a Sevilla TV en la provincia de Sevilla. El grupo Vocento poseía una serie de canales locales en Andalucía, la mayoría de los cuales fueron vendidos a grupos privados (Onda Luz, Canal SI) o públicos (Teleideal), a excepción de Sevilla TV y Canal Málaga. El primero se convirtió en el actual Diez Andalucía; y el segundo dejó de emitir, vendiendo sus instalaciones al Ayuntamiento de Málaga para producir su canal de televisión Onda Azul Málaga.
- El canal fue el primero de la antigua red de Vocento, La 10.